# Kai Taylor
Kai James Taylor (* 18. August 2003 in South Brisbane, Queensland) ist ein australischer Schwimmer. Er gewann bei Olympischen Spielen eine Silber- und eine Bronzemedaille. Bei Weltmeisterschaften erschwamm er bis 2024 einmal Gold, einmal Silber und zweimal Bronze auf der 50-Meter-Bahn.

## Sportliche Karriere
Kai Taylor ist der Sohn der Schwimmerin Hayley Lewis. Taylor studierte 2024 an der Griffith University und schwamm für den St Peters Western Swim Club in Brisbane.
Im April 2023 siegte Taylor bei den australischen Meisterschaften über 200 Meter Freistil. Bei den Weltmeisterschaften in Fukuoka siegte die 4-mal-100-Meter-Freistilstaffel mit Jack Cartwright, Flynn Southam, Kai Taylor und Kyle Chalmers. Matthew Temple erhielt Gold für seinen Einsatz im Vorlauf. Über 200 Meter Freistil schied Taylor als 20. der Vorläufe aus. In der 4-mal-200-Meter-Freistilstaffel wurden Kai Taylor, Kyle Chalmers, Alexander Graham und Thomas Neill Dritte, hier schwammen Flynn Southam und Elijah Winnington im Vorlauf. In der 4-mal-100-Meter-Lagenstaffel schwammen im Vorlauf Bradley Woodward, Sam Williamson, Matthew Temple und Kai Taylor die drittschnellste Zeit. Im Finale wurden Bradley Woodward, Zac Stubblety-Cook, Matthew Temple und Kyle Chalmers Dritte hinter der US-Staffel und den Chinesen.
Im Februar 2024 bei den Weltmeisterschaften in Doha wurde Taylor Halbfinalneunter über 200 Meter Freistil, 0,14 Sekunden fehlten ihm zum Finaleinzug. Über 100 Meter Freistil wurde er 13. Auch die 4-mal-100-Meter-Lagenstaffel verpasste als Vorlaufneunte den Endlauf. Die 4-mal-100-Meter-Mixed-Freistilstaffel mit Kai Taylor, Jack Cartwright, Alexandria Perkins und Abbey Harkin erreichte das Finale mit der drittschnellsten Vorlaufzeit. Im Endlauf wurden Kai Taylor, Jack Cartwright, Brianna Throssell und Shayna Jack Zweite hinter der chinesischen Staffel. Fünf Monate später bei den Olympischen Spielen in Paris erreichte die 4-mal-100-Meter-Freistilstaffel mit Jack Cartwright, William Yang, Flynn Southam und Kyle Chalmers das Finale mit der zweitschnellsten Vorlaufzeit. Im Finale siegte das Quartett aus den Vereinigten Staaten mit einer Sekunde Vorsprung vor Cartwright, Southam, Kai Taylor und Chalmers. In der 4-mal-200-Meter-Freistilstaffel waren Kai Taylor, Zac Incerti, Flynn Southam und Thomas Neill im Vorlauf die Viertschnellsten. Im Endlauf schwammen Maximillian Giuliani, Flynn Southam, Elijah Winnington und Thomas Neill auf den dritten Platz hinter den Briten und der US-Staffel.